# Promieniotwórczość naturalna
Promieniotwórczość naturalna (inaczej promieniowanie naturalne) – promieniowanie jonizujące pochodzące wyłącznie ze źródeł naturalnych, stanowiące źródło dawki naturalnej. 
Promieniotwórczość naturalna pochodzi z naturalnych pierwiastków radioaktywnych obecnych w glebie, skałach, powietrzu i wodzie:
- obecnych w minerałach, przyswajanych przez rośliny i zwierzęta, a także używanych jako materiały konstrukcyjne,
- syntezowanych w atmosferze (i przenikających do hydrosfery) wskutek reakcji składników atmosfery z promieniowaniem kosmicznym,
- promieniowanie przenikłe do środowiska wskutek działalności przemysłowej człowieka (wydobycie rud uranu, spalanie węgla zawierającego pierwiastki promieniotwórcze).

Źródeł tego promieniowania nie da się uniknąć – są obecne m.in. w ścianach domów, w pokarmie, wodzie, czy w powietrzu. Promieniowanie może stwarzać zagrożenia dla zdrowia, lecz może stwarzać też korzyści – dzięki zjawisku hormezy radiacyjnej, o istnienie której toczą się spory w świecie naukowym.
Pierwiastkiem powodującym największą naturalną promieniotwórczość jest radon. Uwalnia się on wskutek rozpadu promieniotwórczego radu znajdującego się w minerałach skalnych, glebie oraz w materiałach konstrukcyjnych budynków. Przenikając do pomieszczeń mieszkalnych powoduje do 8-krotnego zwiększenia jego stężenia w zamkniętych pomieszczeniach niż na wolnym powietrzu. Dodając do tego fakt, iż przeciętny człowiek spędza 80% czasu w zamkniętych pomieszczeniach, a 20% na wolnym powietrzu, jego promieniotwórcze oddziaływanie na organizm jest większe.
Na podstawie badań przeprowadzonych w różnych krajach, nie wykryto większej zachorowalności na raka płuca u osób pochodzących z regionów o znacznej aktywności radonowej (przekraczających nawet 100-krotnie wartość średnią), a innymi regionami, co zdaje się potwierdzać teorię hormezy radiacyjnej.
Przykłady naturalnych źródeł promieniowania (w bekerelach):
| Źródło                | aktywność promieniotwórcza |
| --------------------- | -------------------------- |
| banan                 | 125 Bq/kg                  |
| mleko                 | 50 Bq/l                    |
| superfosfat           | 500 Bq/kg                  |
| woda morska           | 12 Bq/l                    |
| granit                | 7 000 Bq/kg                |
| popiół węglowy        | 2 000 Bq/kg                |
| 5-letnie dziecko      | 600 Bq                     |
| dorosła osoba (70 kg) | 10 000 Bq                  |